# チェンバーズ・ストリート-ワールド・トレード・センター/パーク・プレイス/コートランド・ストリート駅
チェンバーズ・ストリート-ワールドトレードセンター/パーク・プレイス/コートランド・ストリート駅（Chambers Street–World Trade Center/Park Place/Cortlandt Street）はニューヨーク市地下鉄の複合駅で、IND8番街線とIRTブロードウェイ-7番街線、BMTブロードウェイ線が駅舎を共有している。ロウアー・マンハッタンのチェンバーズ・ストリートとビージー・ストリートの間のチャーチ・ストリート地下にある。以下の運行系統が乗り入れている。
- 2系統、A系統及びE系統：終日
- 3系統、C系統及びR系統：深夜帯以外
- W系統：平日
- N系統：深夜のみ

## 駅構造

### チェンバーズ・ストリート-ワールド・トレード・センター/パーク・プレイス駅
| G            | 地上階                               | 出入口 |
| B1           | 改札階                               | 改札、駅員詰所、メトロカード自動券売機 (パストレインのエレベーターでIND8番街線緩行ホームに接続、その他ホームは障害者非対応)                                           |
| B2 INDホーム | 8番街支線北行                        | ← ジャマイカ・センター-パーソンズ/アーチャー駅行き（キャナル・ストリート駅）                                                                                          |
| B2 INDホーム | 島式ホーム、左右どちらかのドアが開く | |
| B2 INDホーム | 8番街支線北行                        | ← ジャマイカ・センター-パーソンズ/アーチャー駅行き（キャナル・ストリート駅）                                                                                          |
| B2 INDホーム | 8番街本線北行                        | ← インウッド-207丁目駅行き（キャナル・ストリート駅） ← 168丁目駅行き（キャナル・ストリート駅）                                                                        |
| B2 INDホーム | 島式ホーム、左側ドアが開く           | |
| B2 INDホーム | 8番街本線南行                        | → レファーツ・ブールバード駅、ファー・ロッカウェイ駅、ロッカウェイ・パーク駅行き（フルトン・ストリート駅）→ ユークリッド・アベニュー駅行き（フルトン・ストリート駅）→ |
| B3 IRTホーム | 7番街線北行                          | ← ウェイクフィールド-241丁目駅行き（チェンバーズ・ストリート駅） ← ハーレム-148丁目駅行き（チェンバーズ・ストリート駅）                                               |
| B3 IRTホーム | 島式ホーム、左側ドアが開く           | |
| B3 IRTホーム | 7番街線南行                          | → フラットブッシュ・アベニュー-ブルックリン・カレッジ駅行き（フルトン・ストリート駅）→ ニューロッツ・アベニュー駅行き（フルトン・ストリート駅）→                      |

### コートランド・ストリート駅
| G                       | 地上階                                                                | ビージー・ストリート、ウェスト、ブロードウェイ、グリニッジ・ストリート、セプテンバー11メモリアル＆ミュージアム |
| B1 上層コンコース       | 相対式ホーム、右側ドアが開く                                          | 相対式ホーム、右側ドアが開く |
| B1 上層コンコース       | ブロードウェイ線北行                                                  | ← フォレスト・ヒルズ-71番街駅行き (シティ・ホール駅) ← ディトマース・ブールバード駅行き (シティ・ホール駅) |
| B1 上層コンコース       | ブロードウェイ線南行                                                  | → ベイ・リッジ-95丁目駅行き (レクター・ストリート駅) → → 平日：ホワイトホール・ストリート-サウス・フェリー駅行き (レクター・ストリート駅) → → 深夜帯：コニー・アイランド-スティルウェル・アベニュー駅行き (レクター・ストリート駅) → |
| B1 上層コンコース       | 相対式ホーム、右側ドアが開く                                          | |
| B1 上層コンコース       | バルコニー                                                            | ウェストフィールド・ワールド・トレード・センター 下層コンコースのエレベーター、エスカレーター、階段 |
| B1 上層コンコース       | 西コンコース・バルコニー                                              | 店舗、ブルックフィールド・プレイスへの連絡通路 |
| B1 上層コンコース       | 相対式ホーム、右側ドアが開く                                          | |
| B1 上層コンコース       | 7番街線北行                                                           | ← ヴァン・コートラント・パーク-242丁目駅行き (チェンバーズ・ストリート駅) |
| B1 上層コンコース       | 7番街線南行                                                           | → サウス・フェリー駅行き (レクター・ストリート駅) → |
| B1 上層コンコース       | 相対式ホーム、右側ドアが開く                                          | |
| B2 下層コンコース       | 地下鉄間連絡通路                                                      | 系統の列車 (チェンバーズ・ストリート-ワールド・トレード・センター駅) 系統の列車 (フルトン・センター経由) |
| B2 下層コンコース       | 地下鉄連絡通路                                                        | メトロカード券売機、ブロードウェイ線ホームへの連絡通路 |
| B2 下層コンコース       | ウェストフィールド・ワールド・トレード・センター                      | 店舗、ブース |
| B2 下層コンコース       | 地下鉄連絡通路                                                        | メトロカード券売機、7番街線ホームへの連絡通路 |
| B3 メザニン             | パストレイン改札口                                                    | パストレイン用券売機 |
| B3 メザニン             | 西コンコース                                                          | 店舗、ブルックフィールド・プレイスへの連絡通路 |
| B4 パストレインのホーム |                                                                       | |
| 1番線                   | ← HOB–WTC ラッシュ時：ホーボーケン駅行き (エクスチェンジ・プレイス駅) | |
| 島式ホーム (ホームA)    |                                                                       | |
| 2番線                   | ← HOB–WTC ホーボーケン駅行き (エクスチェンジ・プレイス駅)             | |
| 3番線                   | ← HOB–WTC ホーボーケン駅行き (エクスチェンジ・プレイス駅)             | |
| 島式ホーム (ホームB)    |                                                                       | |
| 4番線                   | ← NWK–WTC ニューアーク・ペン駅行き (エクスチェンジ・プレイス駅)       | |
| 島式ホーム (ホームC)    |                                                                       | |
| 5番線                   | ← NWK–WTC ニューアーク・ペン駅行き (エクスチェンジ・プレイス駅)       | |
| 単式ホーム (ホームD)    |                                                                       | |

## IND8番街線
IND8番街線チェンバーズ・ストリート-ワールド・トレード・センター駅は島式ホーム2面4線の急行停車駅だが、レイアウトが他駅と違っており、急行線と緩行線は別のホームに停車し、駅名も急行駅はチェンバーズ・ストリート駅、緩行駅はワールド・トレード・センター駅となる。このため、急行線と緩行線の間で乗り換えをする利用者は、いったんメザニンに上がって乗り換える必要がある。メザニンからはIRTブロードウェイ-7番街線との間で改札内乗換ができる。1932年9月10日にIND8番番街線のインウッド-207丁目駅までの区間とともに開業した。ホームはいずれも列車長180メートル（600フィート）に対応している。

### チェンバーズ・ストリート駅
チェンバーズ・ストリート駅は急行線のホームである。駅のすぐ北側で北行線/南行線の間に第3線が設けられており、両端で南北両方向に転線できるようになっている。これは1933年2月11日にブロードウェイ-ナッソー・ストリート駅（現在のフルトン・ストリート駅）が開業するまで当駅が終点だったため使用されていた折り返し線の名残である。A系統および C系統が停車する。メザニンには自動改札機があり、チャーチ・ストリート方面出口に繋がっている。ホームは車椅子対応になっていない。

### ワールド・トレード・センター駅

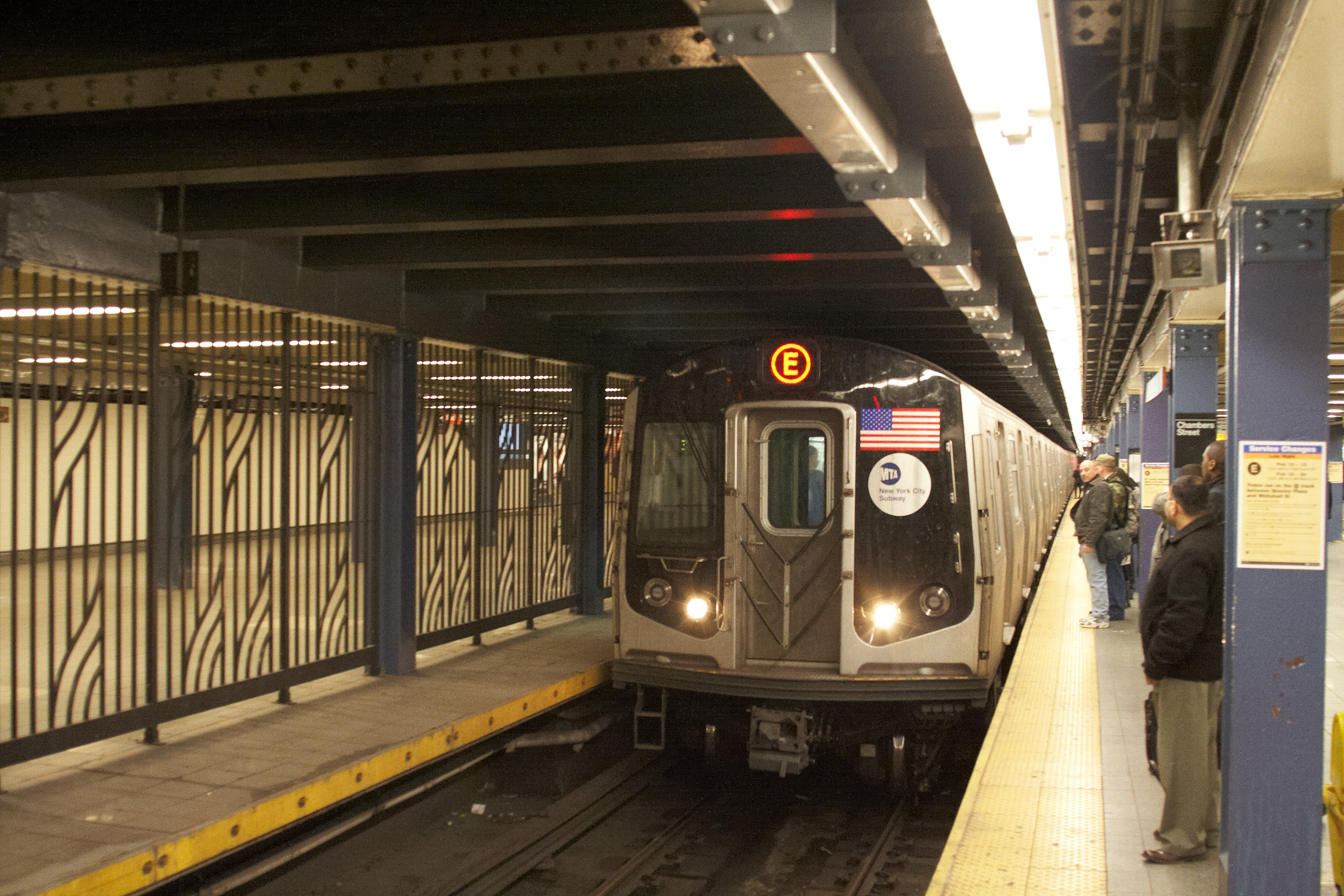
緩行線ホーム（ワールド・トレード・センター駅）で発車を待つE系統のR160形

ワールド・トレード・センター駅は緩行線ホームで、緩行系統の終点となっている。急行線ホームから南にオフセットした場所にあり、ワールドトレードセンターサイトの北端にあたる。E系統が発着し、南行線の列車はキャナル・ストリート駅の南側で急行線の下に下って当駅に入線してくる。ワールド・トレード・センター駅の北端には信号機があり、ホームの中央付近に両渡り付き交差が設けられている。緩行線はホーム南側の車止めで終わっている。開業当初はハドソン・ターミナル駅（Hudson Terminal）という駅名だったが、1973年に近くに建設されたワールドトレードセンターのツインタワーにちなんで現在の駅名に改められた。
1974年頃より駅のタイルに"H AND M"という装飾が存在したが、現在は撤去されている。また、ブロードウェイ線ホームへの連絡通路は以前より設置が計画されていたが完成予定は幾度も延期されていた。

### 駅名
開業当初は全体がチェンバーズ・ストリート-ハドソン・ターミナル駅として扱われていたが、その後1948年頃の時点ではチェンバーズ・ストリート-ハドソン・ターミナル駅（急行線）とハドソン・ターミナル駅（緩行線）に分かれた。1964年と1966年の地図も同じ扱いになっていた。
その後、1972年に再び1つの駅として扱われるようになったが、2019年現在では2駅に分かれ、改札内乗り換えという扱いとなっている。

### 火災事故
2005年1月23日午後2時頃、チェンバーズ・ストリートの信号扱所が火災に見舞われた。このため、A系統の運行が制限され、C系統は完全に運休した。具体的には、A系統は通常の3分の1程度が運行された。暖を取ろうとしたホームレスが火災の原因とする新聞記事もあるが、確認はされていない。
ブルックリンのC系統（ジェイ・ストリート駅以東）は、平日はV系統の延長運行で置き換えられた。50丁目駅の8番街線の上層階ホームは、A系統が代替する深夜を除き、常時C系統のみが運行しているため閉鎖され、50丁目駅の唯一の停車列車は、INDクイーンズ・ブールバード線直通（E系統）を経由して駅の下層階に入ることだった。さらに、通常は168丁目駅（C系統の北側終点）以南の8番街線の急行線路を使用するA系統は、145丁目駅で各駅停車線に切り替え、日中はC系統しか停車しない2つの緩行線駅（155丁目駅と163丁目駅）に停車した。A系統はブルックリン区内も各駅に停車、またロッカウェイ・パーク-ビーチ116丁目駅発着はシャトル列車で代替された。
火災が起きる前、平日の夜9時から深夜0時までは、59丁目以北の緩行線ではC系統だけが運行されていた。週末には、A系統が各駅停車に切り替えられたほか、ラッシュ時には、1月28日からB系統が増発された。
1月28日朝まで、MTAは重要な修理を行うため、午後10時から午前5時までの間、A系統をIND6番街線、ラトガース・ストリート・トンネル、INDカルバー線（通常のF系統が使用するルート）に接続する西4丁目駅からジェイ・ストリート駅までのルートに変更した。最後の運休となったビーチ116丁目駅までのラッシュ時運行は2005年2月14日に再開されたが、それまではロッカウェイ・パーク・シャトルへの乗り換えが必要だった。
破壊された設備が希少であったため、最初の見積もりでは完全な運行を回復するのに3年から5年かかるとされていた。後に通常運行を回復するのに6ヶ月から9ヶ月に短縮された。しかし、火災からわずか10日後の2005年2月2日午前5時に、A系統・C系統の7割が復旧した。4月21日には全系統が復旧した。しかし、設備が交換されていなかったため、火災の影響は2006年まで続いた。

## IRTブロードウェイ-7番街線
IRTブロードウェイ-7番街線ブルックリン支線パーク・プレイス駅はブロードウェイとチャーチ・ストリートの間のパーク・プレイス地下にある。1918年7月1日に開業したが、当時既に開業していたBMTブロードウェイ線とIRTレキシントン・アベニュー線の下を通るため、地下深くに設けられた。島式ホーム1面2線を有し、ホームには青いI形鋼の柱が立っている。柱には1本おきに黒地に白で駅名をレタリングした駅名標が取り付けられている。線路の壁面上端には金色タイルの帯が配され、等間隔で"P"と書かれた石板が取り付けられている。
駅の両端には改札階がある。ホームの西端に向かって、2つの長い階段が中間の踊り場まで続いており、そこからもう1つの短い階段がオキュラス・モザイクのあるメインのIND改札階まで続いている。ここから、パーク・プレイスとチャーチ・ストリートの交差点北西へと続く階段へと続く改札口がある。この階段は、IND急行ホームの南端まで続いている。緩行線ホームに行くには、乗客は急行線ホームの最奥の階段まで進んだ後、改札階の別の場所に上がって渡り、緩行線ホームの北端にある階段を下りなければならない。この複雑な乗り換えは、ワールド・トレード・センター跡地の南端（もともとはワールド・トレード・センター・コンコースへの入口で、その後2003年から2009年まではPATHの仮駅だった）から、IRTブロードウェイ-7番街線のチェンバーズ・ストリート駅の1ブロック東にあるチェンバーズ・ストリートとチャーチ・ストリートの交差点で最北にある階段まで、改札外に地下通路を設けていることからである。改札階の全長は7ブロックに渡る。
IRTのホームには、その東端に独立した出入口がある。ここには階段と2つのエスカレーターがあり、いずれも他の改札とは分離されている。階段は最初の踊り場で2つに分かれ、それぞれにもうひとつ中間の踊り場がある。この改札階には、通常のハーフハイト改札口とフルハイト改札口がある（改札階に時間営業の窓口があり、通常の改札口が無人だった時代から）。ブロードウェイとパーク・プレイスの交差点北西には、1本の階段がある。この入り口の看板は、複合施設の中で唯一「パーク・プレイス」と書かれ、2系統と3系統のみ案内がある。改札階の短い階段は、かつてウールワース・ビルのロビーへの入り口に通じていた。なお、アメリカ同時多発テロ事件以来、この階段は閉鎖されている。
駅の北側では、線路がIRTブロードウェイ-7番街線の本線急行線に繋がっている。北隣のチェンバーズ・ストリート駅とは非常に近い。

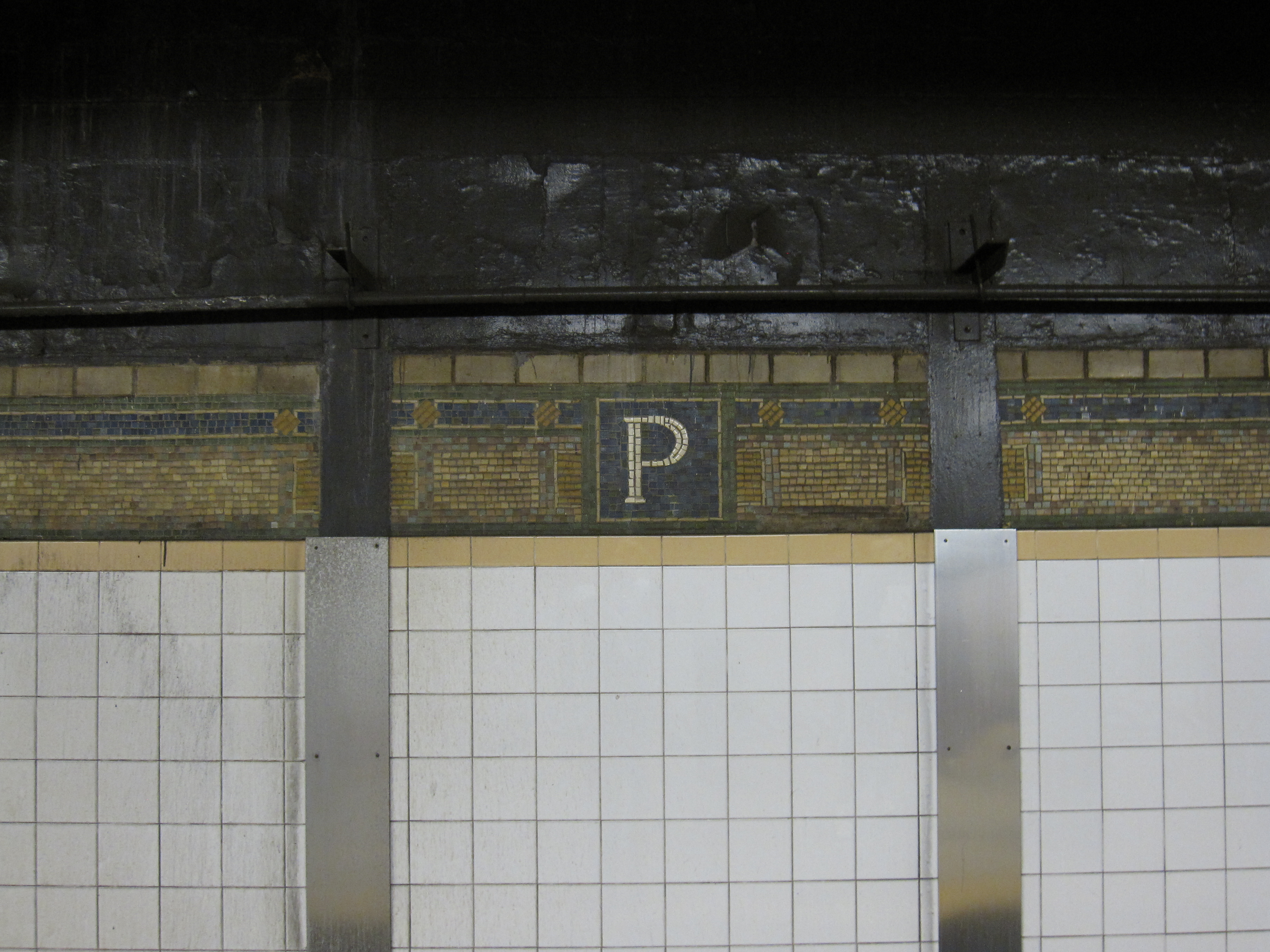
壁面のモザイク
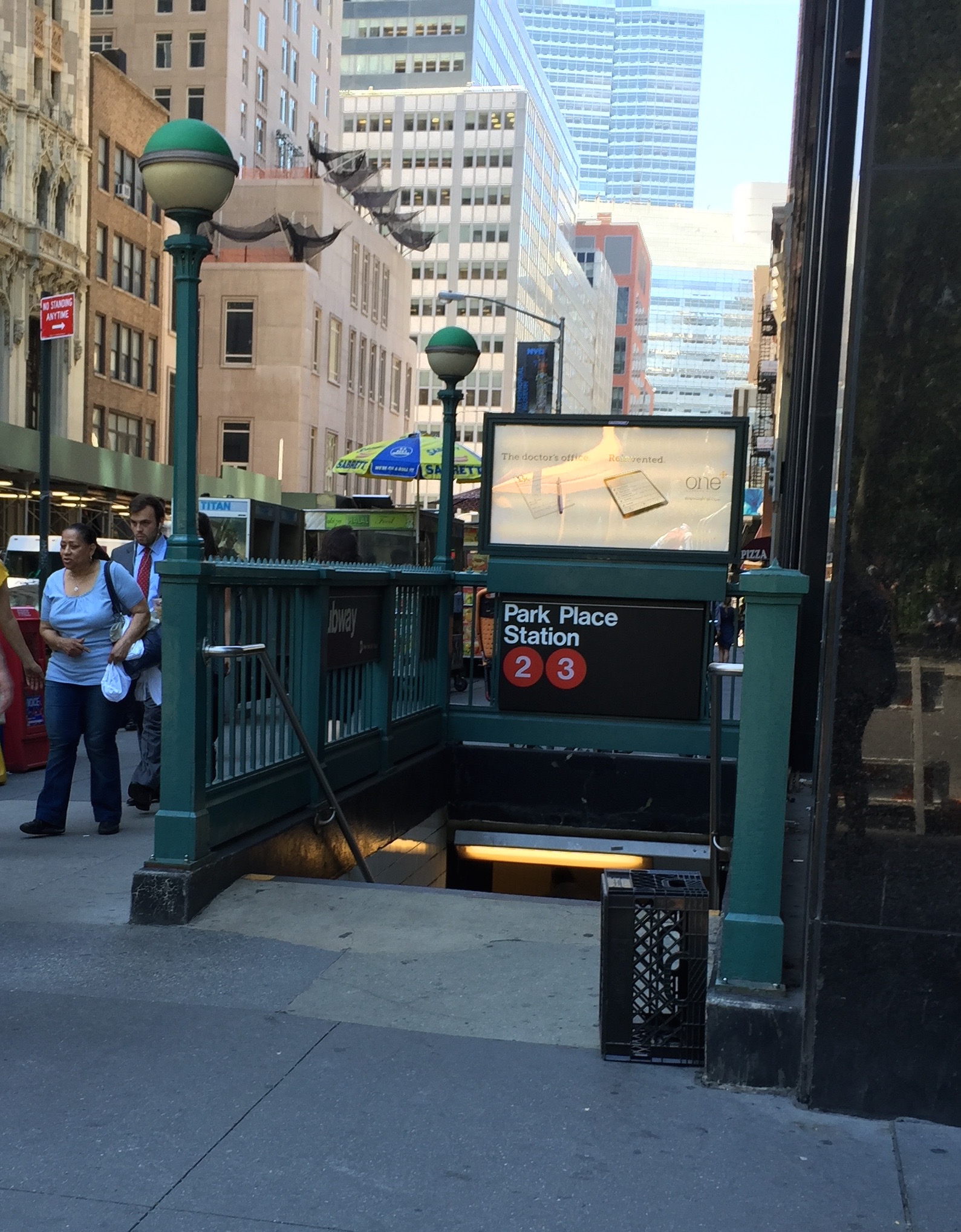
パーク・プレイス-ブロードウェイ交差点のエントランス

## BMTブロードウェイ線
BMTブロードウェイ線コートランド・ストリート駅 (Cortlandt Street) はチャーチ・ストリートとコートランド・ストリートの交差点に位置している。
この地下駅は1918年1月5日に開業した。この駅は南北2線と相対式ホーム2面を有した2面2線の地下駅である。この駅はBMTの駅として最もワールドトレードセンターに近い駅となっている。駅の北側ですぐに線路は北東方向に折れ曲がり、ブロードウェイ地下でもう一度北へ進路を変更しシティ・ホール駅へと入る。

### 出口
チャーチ・ストリートとデイ・ストリートの交差点北東・南東に北行ホームからの階段があるほか、チャーチ・ストリートとコートランド・ストリートの交差点北東にも階段がある。
また、どちらのホームも連絡通路経由でパストレインワールド・トレード・センター駅に接続しているほか、デイ・ストリート連絡通路とフルトン・センターを経由することでフルトン・ストリート駅にも接続している。また、ワン・リバティ・プラザへ地下通路が接続している。駅の北側からはかつてのワールドトレードセンターの地下コンコースへ接続しており、ウェストフィールド・ワールド・トレード・センター・ショッピングモールに行くことができる。南行ホーム北端には地下鉄ワールド・トレード・センター駅への連絡通路がある。この通路は2017年12月29日に2 ワールドトレードセンターと当駅南行ホーム、オキュラス、4 ワールドトレードセンターを結ぶ通路となった。この際に改札口が従来の位置のままでは連絡通路の運用に支障が出ると判断され位置が変更されている。

### 工事

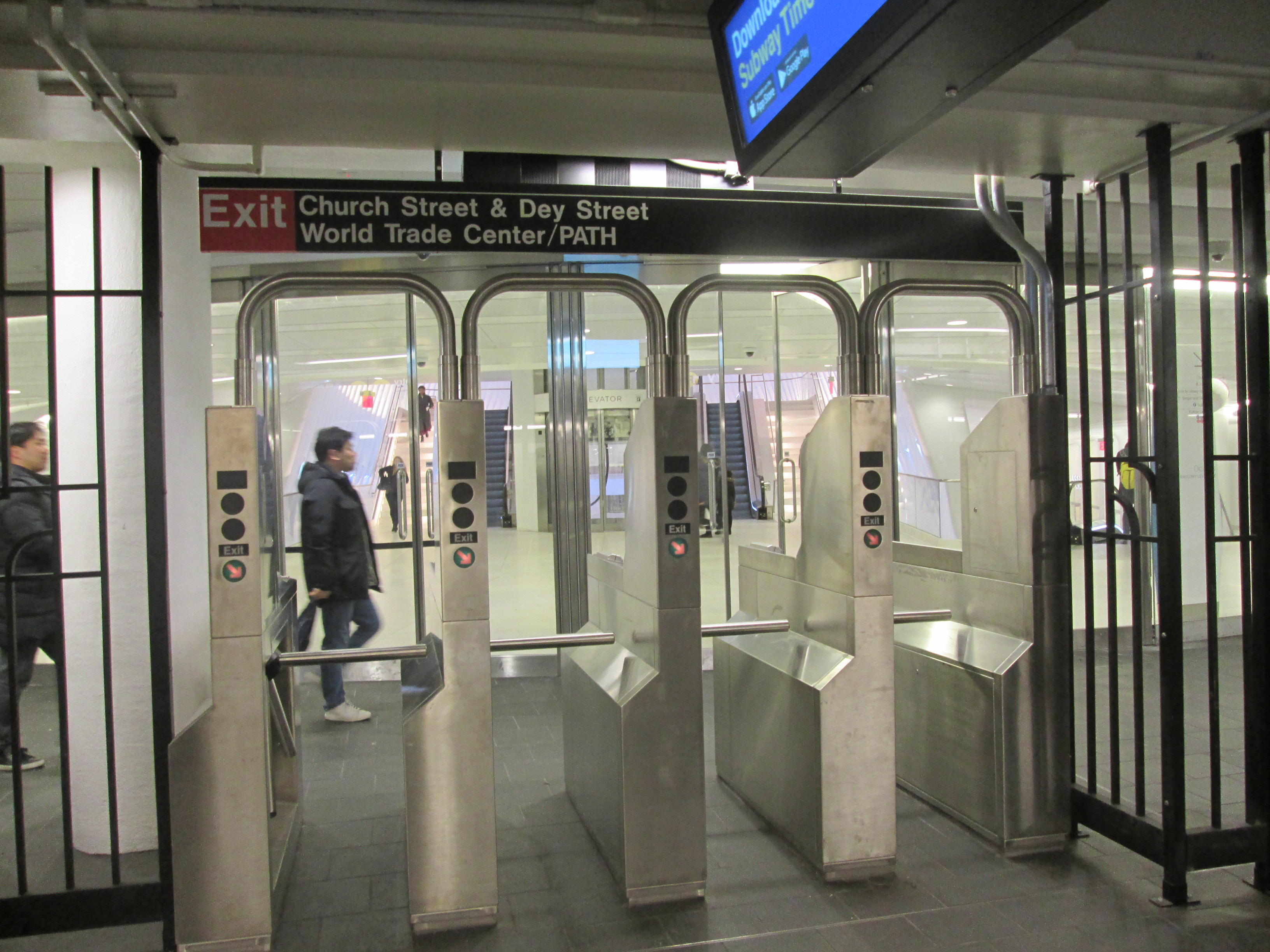
パストレインワールド・トレード・センター駅への接続

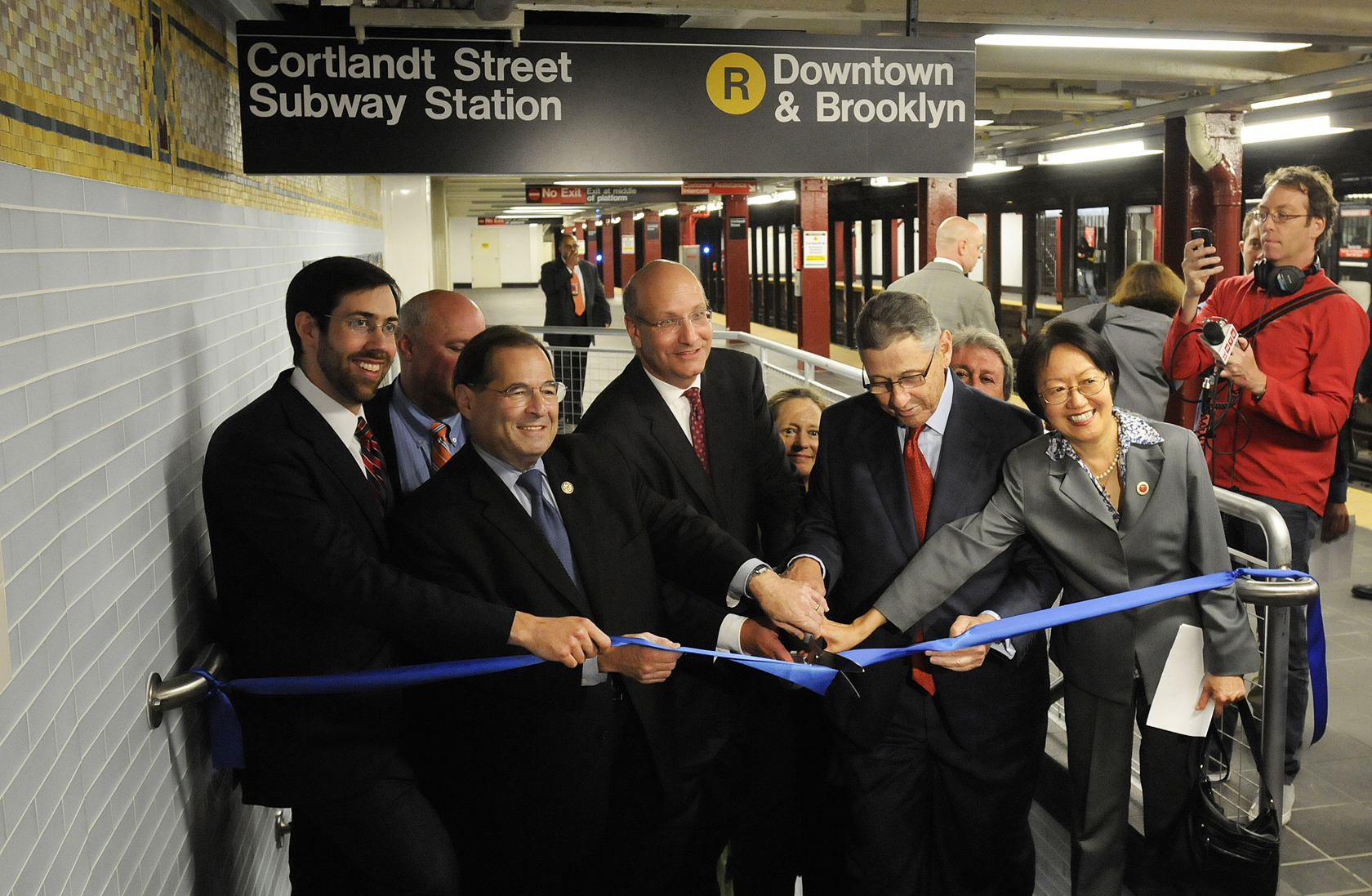
南行ホームのリニューアルオープン時のテープカット

駅は1970年代後半に構造変更並びに改修工事を受けている。壁面は元のBMT様式のタイルから当時のMTAの標準であった長方形のタイル張りとなり、"Cortlandt Street"と書かれたモザイクを用いた駅名標はボルト止めの物へと変更された。照明は白熱灯から蛍光灯になりホーム先端も改修された。しかし、1998年から1999年に掛けてこの改修工事で過去の物となってしまった装飾物を復元する動きが出た。そしてADAへの準拠に伴う改修工事と共に復元は進められ、1918年の開業当初の壁面タイルワークが復元された。
2001年9月11日、駅はアメリカ同時多発テロの標的となったワールドトレードセンターの倒壊による被害を受け営業休止を余儀なくされた。被害は倒壊した建物の瓦礫による埋没、寸断された水道管からの浸水で復旧工事には多大な時間が掛かり、最終的に駅の営業が再開されたのはテロ発生から約1年後の2002年9月15日の事であった。
2005年8月20日、フルトン・センタープロジェクトの一環でデイ・ストリートの地下に連絡通路を建設するために駅が再び営業休止となった。また、この工事により駅は南北両ホームがADAに準拠する事となった。以前は南行ホームのみパストレインのワールド・トレード・センター駅のエレベーターと連絡通路を経由する事でADAでのアクセスが可能となっていた。当時のMTAのポスターでは2006年、ないし2007年の春までには駅の営業が再開されるとしていたが、実際には再開予定は無かった。結局休止から3年後の2009年11月25日に北行ホームが営業再開、さらに2年後の2011年9月6日に南行ホームも営業を再開したが連絡通路自体は未だに建設中であった。
連絡通路が完成したのは建設開始から9年後の2014年11月10日の事であった。この連絡通路は改札外にあり、フルトン・ストリート駅と当駅、そしてパストイレンのワールド・トレード・センター駅を結んだ。また、この連絡通路開通前の当駅の利用客数は1,500,040人（2014年）であるのに対し、開通後の2016年は4,270,036人と184％もの大幅な増加を見せている。

### 画像

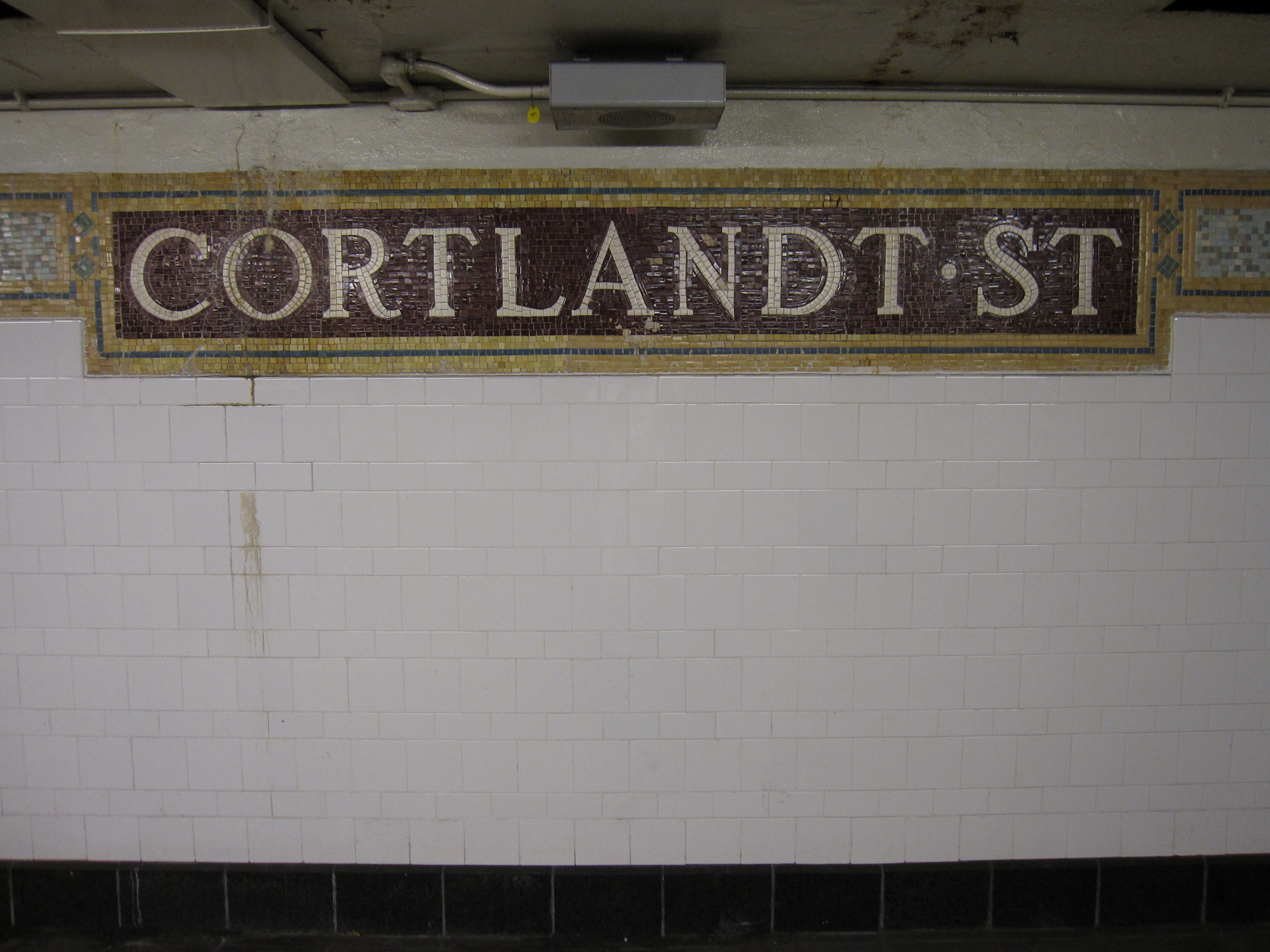
モザイクを用いた駅名標
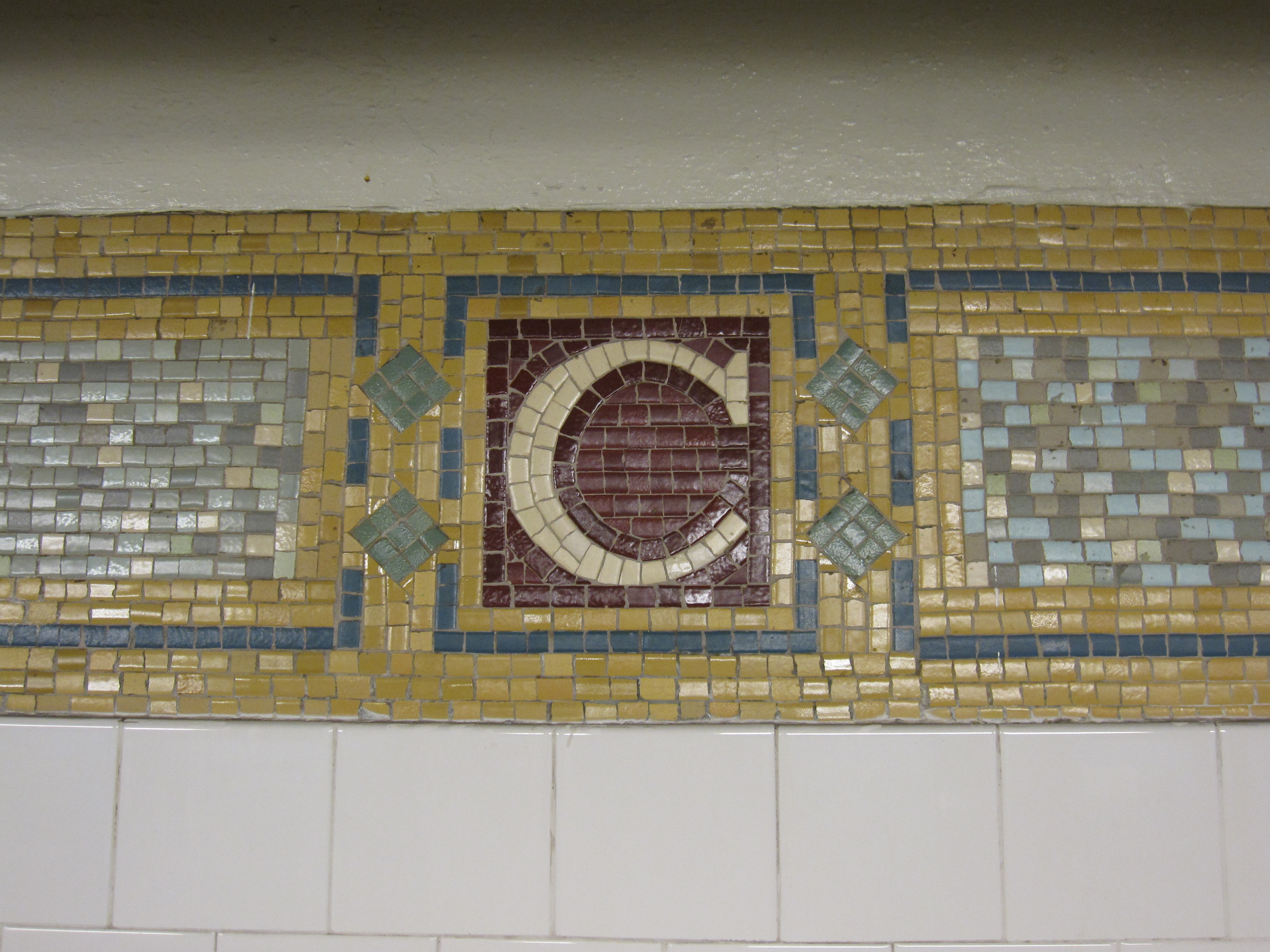
モザイクを用いたモノグラム
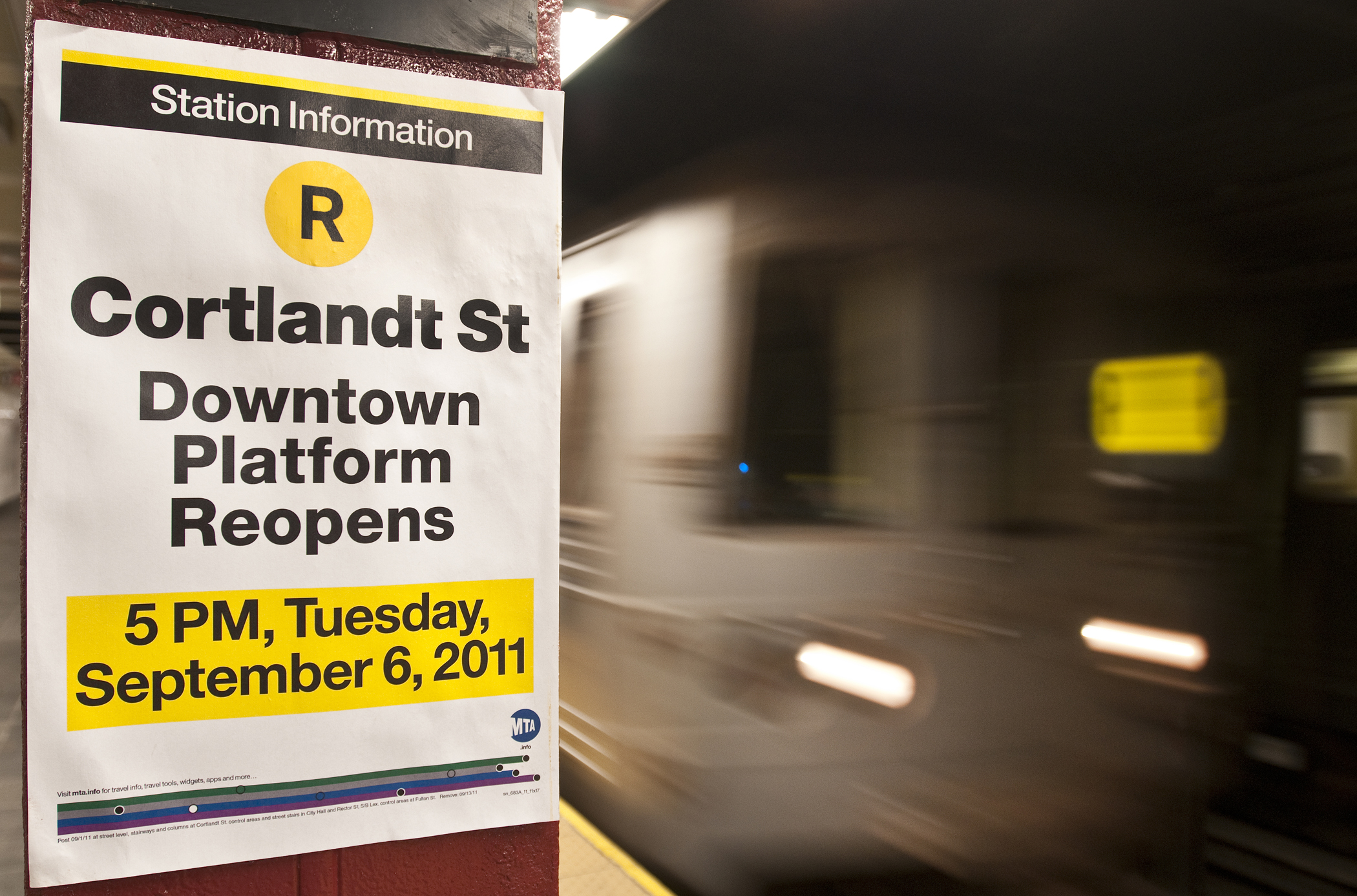
南行ホームの営業再開を知らせるポスター
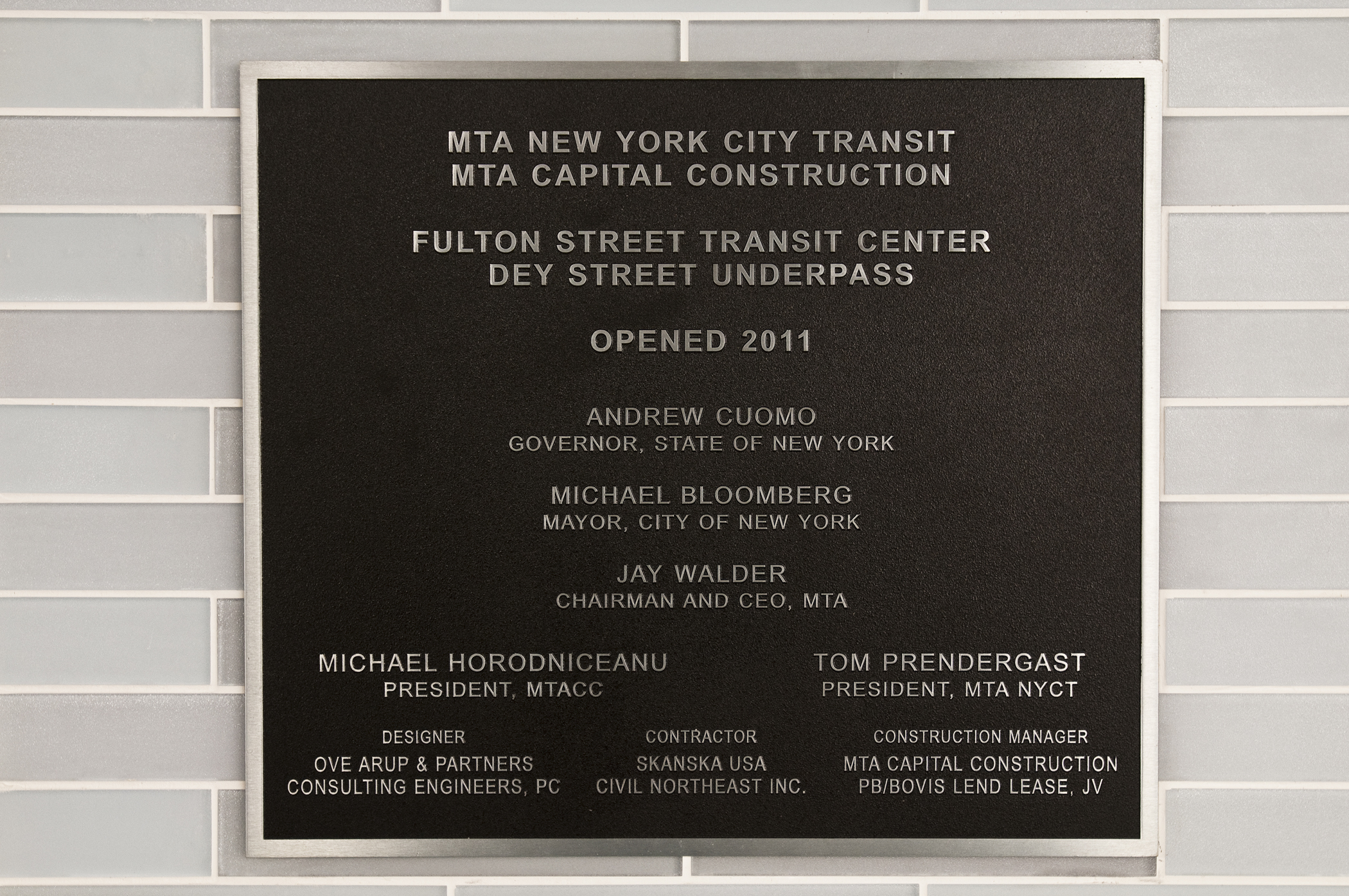
デイ・ストリート地下連絡通路にあるプラーク
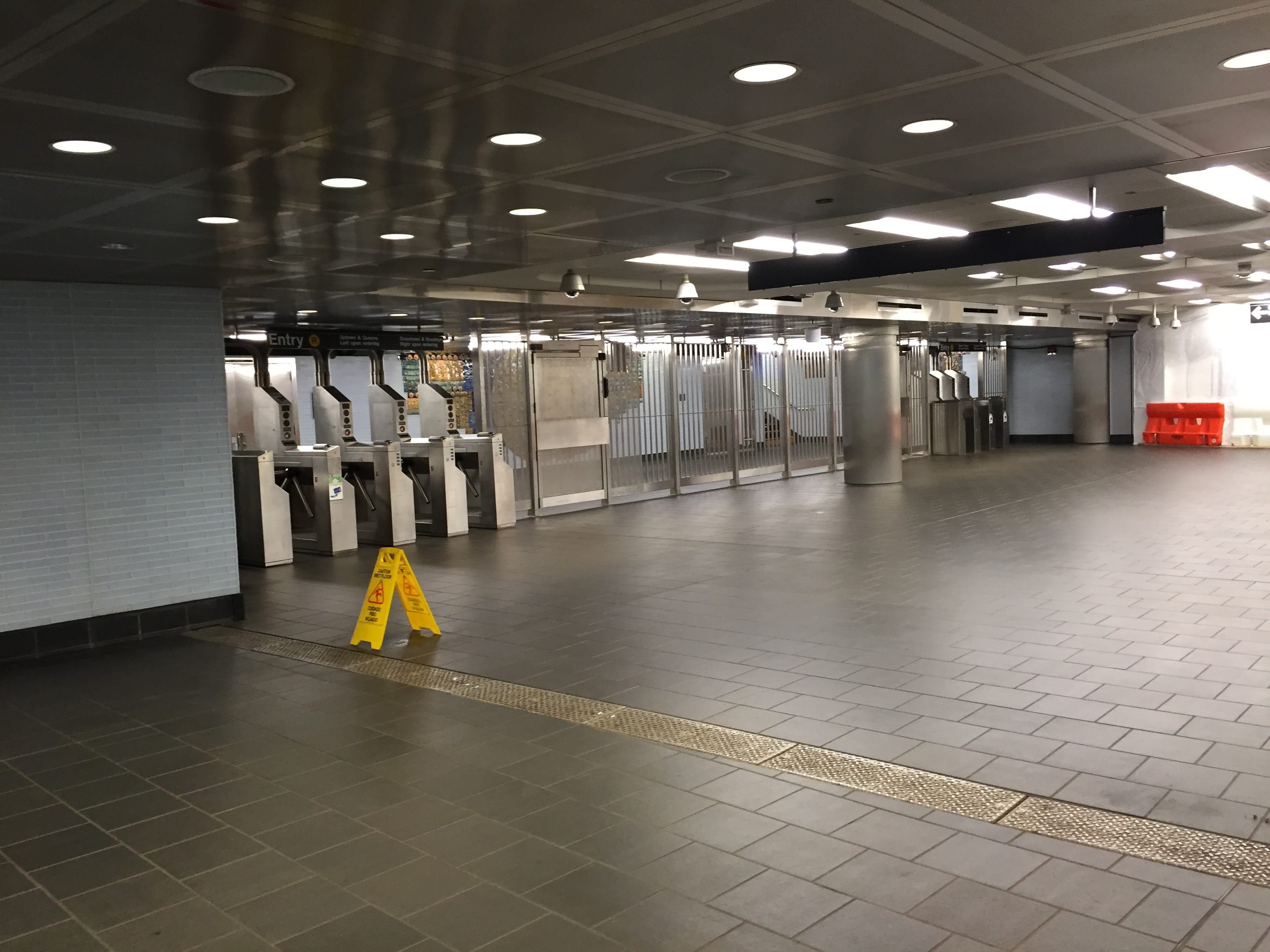
デイ・ストリート地下連絡通路の入口

## Oculus
1998年にクリスティン・ジョンズとアンドリュー・ギンゼルが制作した Oculus （ラテン語で「目」）のモザイクが駅の至るところに300枚以上散りばめられている。この目は数百人のニューヨーカー達の写真をモデルにしたものである。

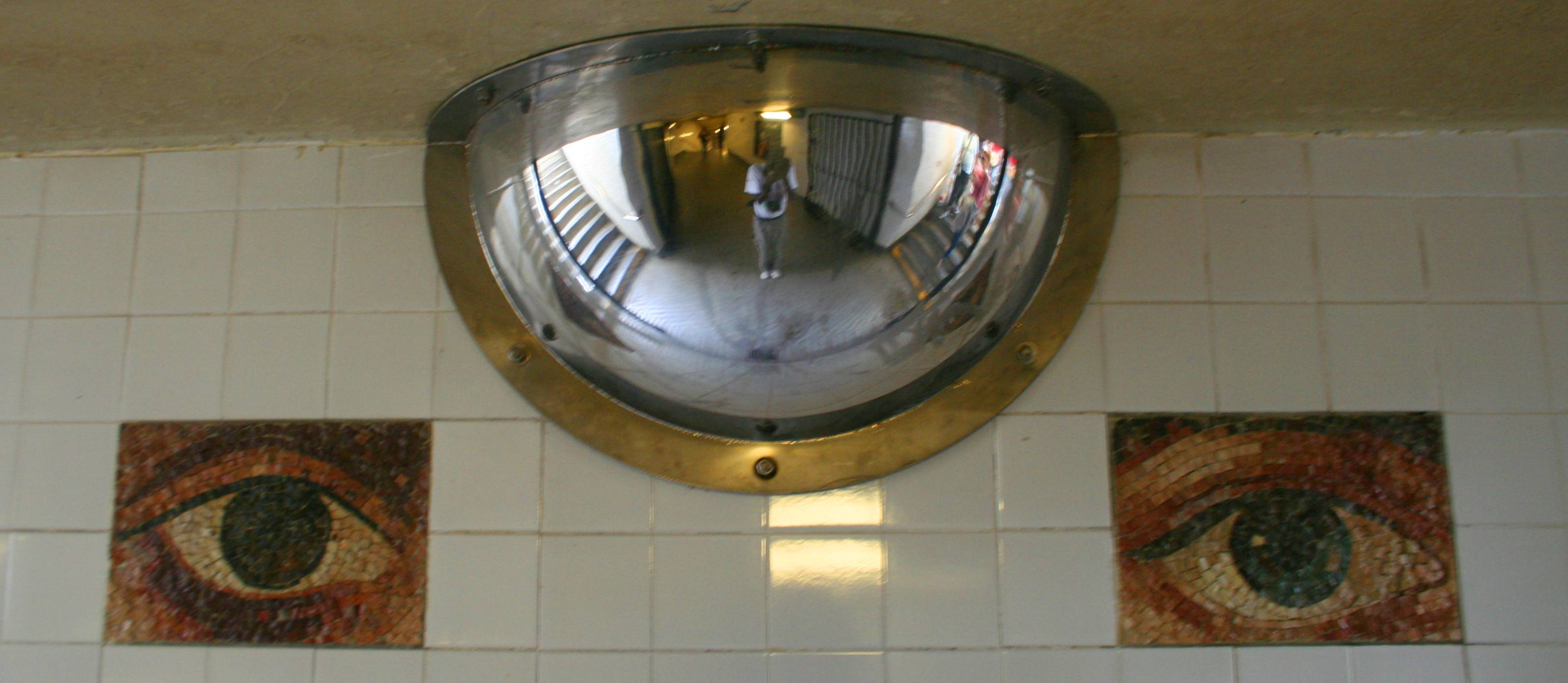
"Oculus"の目

## 周辺施設
- ワールドフィナンシャルセンター
- バッテリー・パーク・シティ
- センチュリー21（英語版）
- チャーチ・ストリート郵便局（英語版）
- トリニティ教会
- ワールドトレードセンタービル